# Herrmannella soleni
Herrmannella soleni is een eenoogkreeftjessoort uit de familie van de Lichomolgidae. De wetenschappelijke naam van de soort is voor het eerst geldig gepubliceerd in 1991 door Kim I.H. & Ho.